# بيئة روحية
يتفق الكثيرون في مجال البيئة الروحية على أن هناك تياراً متميزاً من الخبرة يتدفق عبر التاريخ له في جوهره فهم حي لمبادئ وقيم ومواقف البيئة الروحية: الحكمة الأصلية. تشير كلمة «أصلي» ضمن هذا السياق إلى ابن البيئة أو النابع منها والمقيم فيها، وبشكل أكثر تحديداً يشير إلى المجتمعات التي تشترك وتحافظ على طرق فهم العالم من خلال علاقته بالأرض. وبالنسبة للعديد من التقاليد الأصلية تُعد الأرض السياق الروحي المركزي. يعكس هذا الشرط الأساسي موقفاً وطريقة للوجود في العالم متجذرة في الأرض وجزءًا لا يتجزأ من المكان. وتوجهنا للبيئة الروحية هو للنظر إلى حاملي هذه التقاليد من أجل فهم مصدر أزمتنا الحالية بيئياً وروحياً ولإيجاد التوجيه للانتقال إلى حالة التوازن.
سمات الكثير من التعاليم الأصلية: تعد الحياة فعلًا مستمرًا من الصلاة والامتنان، والمعرفة والعلاقة التكافلية مع الطبيعة الحية، والوعي بأثر أفعال الشخص على الأجيال المقبلة. مثل هذا الفهم يتضمن بالضرورة التبادلية والمعاملة بالمثل بين الناس والأرض والكون.
يقع المسار التاريخي أعلاه في الغالب في سياق يهودي مسيحي أوروبي، لأنه في هذا السياق عانت البشرية من فقدان الطبيعة المقدسة للخلق وما يترتب على هذا الفقد من عواقب وخيمة. على سبيل المثال مع الاستعمار استُبدلت البيئة الروحية الأصلية تاريخياً بفرض معتقد غربي مفاده أن الأرض والبيئة سلعتان يجب استخدامهما واستغلالهما، ومع استغلال الموارد الطبيعية باسم التطور الاجتماعي والاقتصادي. وهذا المنظور «يميل إلى إزالة أي قيمة روحية للأرض، ومراعاة القيمة الاقتصادية لها فقط، ما أدى إلى مجتمعات بعيدة عن العلاقات الوثيقة مع بيئاتها»، وغالباً ما كان ينتج عن ذلك «عواقب مدمرة على السكان الأصليين والطبيعة في جميع أنحاء العالم». هناك أبحاث حول النشاط البشري المبكر قبل التاريخ في حدث الانقراض الرابع تُظهر حدوث الصيد الجائر للحيوانات الضخمة قبل فترة طويلة من الاستعمار الأوروبي في أمريكا الشمالية وأمريكا الجنوبية وأستراليا. في حين أن هذا قد يلقي ظلالاً من الشك على وجهة نظر الحكمة الأصلية والعلاقة المقدسة بالأرض والبيئة طوال تاريخ البشرية، إلا أن هذا لا ينفي الآثار المدمرة الأكثر حداثة.
إلى جانب المبادئ والسلوكيات الأساسية التي تدعو إليها البيئة الروحية، فإن بعض التقاليد الأصلية لها نفس النظرة التطورية التي أوضحها المعلمون الروحيون الغربيون الذين ذكروا سابقاً. إن مفهوم الإنسانية التي تتطور نحو حالة من الوحدة والوئام مع الأرض بعد فترة من التنافر والمعاناة كان قد وصف في عدد من النبوءات في جميع أنحاء العالم. ومن ضمنها نبوءة الجاموس الأبيض لهنود السهول، نبوءة النسر والكوندور من شعب جبال الأنديز، ونبوءات أونونداغا التي حفظها أورين ليون وأعاد روايتها.

## الاتجاهات الحالية
تتطور البيئة الروحية إلى حد كبير ضمن ثلاثة مجالات محددة: العلوم والأوساط الأكاديمية والدين والروحانية والحفاظ على البيئة.

### العلوم والأوساط الأكاديمية
من ضمن العلماء الذين ساهموا في البيئة الروحية، تبرز خمسة أسماء: ستيفن كلارك روكفلر وماري إيفلين تاكر وجون غريم وبرون تايلور وروجر س. غوتليب.
ماري إيفلين تاكر وجون غريم هما المنسقان لمنتدى جامعة ييل حول الدين والبيئة، وهو مشروع دولي متعدد الأديان هدفه استكشاف وجهات نظر العالم الديني ونصوص الأخلاقيات والممارسات من أجل توسيع فهم الطبيعة المعقدة للمخاوف البيئية الحالية.
ستيفن روكفلر هو مؤلف العديد من الكتب حول الدين والبيئة، وأستاذ فخري للدين في كلية ميدلبري. وقد لعب دوراً قيادياً في صياغة ميثاق الأرض.
روجر س. غوتليب هو أستاذ فلسفة في معهد ورسستر للفنون التطبيقية وقد كتب أكثر من 100 مقالة و 16 كتاباً عن البيئة والحياة الدينية والروحانية المعاصرة والفلسفة السياسية والأخلاق والنسوية والمحرقة.
برون تايلور من جامعة فلوريدا هو من صاغ مصطلح «ديانة الأخضر الداكن» لوصف مجموعة من المعتقدات والممارسات التي تركز على قناعة قداسة الطبيعة.
ومن الرواد الآخرين في هذا المجال: ليزلي إي. سبونسيل من جامعة هاواي وسارة مكفرلاند تايلور من جامعة نورث وسترن وميتشل ثوماشو من جامعة أنتيتش نيو إنغلاند وبرامج كلية شوماخر.
في مجال العلوم بدأت البيئة الروحية بالظهور في ساحات منها الفيزياء والبيولوجيا ودراسات الوعي ونظرية النظم وفرضية غايا التي تحدث عنها لأول مرة جيمس لوفلوك ولين مارغوليس في سبعينيات القرن الماضي.
مثال آخر هو العالمة والكاتبة ديانا بيريسفورد كروجر وهي خبيرة معترف بها عالمياً في كيفية تأثير الأشجار على البيئة كيميائياً، وهي تجمع بين مجالات علم النبات العرقي والبستنة والبيئة والروحانية وعلاقتهم بالأزمة البيئية الحالية وإدارة العالم الطبيعي. وتقول: «العالم هو هبتنا الرائعة والاستثنائية. العمل الجزيئي في العالم مذهل والرياضيات في العالم مذهلة... القداسة والعلم يسيران جنباً إلى جنب».

### الدين والبيئة
في كثير من المعتقدات أصبحت البيئة مجالًا للدراسة والدعوة. قدمت نشرة البابا فرانسيس لاوداتو سي «كن مسبّحاً» في مايو 2015 تأكيداً قوياً على البيئة الروحية ومبادئها من داخل الكنيسة الكاثوليكية. بالإضافة إلى ذلك فقد وقع أكثر من 150 من قادة الديانات المختلفة رسالة إلى قمة المناخ للأمم المتحدة في باريس عام 2015 «بيان الإيمان والقادة الروحيين حول مؤتمر الأمم المتحدة المقبل لتغير المناخ، «كوب 21» في باريس في ديسمبر 2015»، يصفون فيه الأرض بـ «الهبة» من الله ويدعون إلى العمل المناخي. هذه الأحداث المعاصرة هي انعكاسات للمسائل الدائمة التي تأتي في المقدمة ضمن العديد من الأديان.
ويؤكد علماء البيئة المسيحيون على المسؤوليات البيئية لجميع المسيحيين باعتبارهم حماة لأرض الله، في حين أن البيئة الدينية الإسلامية المعاصرة مستوحاة من الموضوعات القرآنية مثل أن يكون الإنسان خليفة لله على الأرض. هناك أيضاً وجهة نظر بيئية يهودية تستند إلى الإنجيل والتوراة، على سبيل المثال قوانين بال تاشخيت «لا للتدمير المتعمد ولا لتضييع الموارد دون داعٍ». وتطبق البوذية النشطة المبادئ والتعاليم البوذية على القضايا الاجتماعية والبيئية. فيمكن رؤية مجموعة من الاستجابات البوذية للاحتباس الحراري في البوذية البيئية.
بالإضافة إلى البابا فرانسيس، يبدو أن التقاليد العالمية الأخرى تتضمن حاليًا مجموعة فرعية من القادة الملتزمين بمنظور بيئي. «البطريرك الأخضر» برثولماوس 1 البطريرك المسكوني للكنيسة الأرثوذكسية الشرقية ويعمل منذ أواخر تسعينيات القرن الماضي على جمع العلماء والبيئيين والزعماء الدينيين وصانعي السياسات لمعالجة الأزمة البيئية، ويقول إن حماية كوكب الأرض هي «مهمة مقدسة ودعوة للجميع... الاحتباس الحراري هو أزمة أخلاقية وتحدٍ أخلاقي». وكانت المؤسسة الإسلامية للإيكولوجيا والعلوم البيئية أحد رعاة التغير المناخي الإسلامي الدولي في الندوة التي عقدت في إسطنبول في أغسطس 2015 والتي أسفرت عن «الإعلان الإسلامي بشأن تغير المناخ العالمي» وهو إعلان أقره الزعماء الدينيون، يتضمن العلماء والمعلمين الإسلاميين من 20 دولة. في أكتوبر 2015 وقع 425 حاخاماً على «رسالة حاخامية عن أزمة المناخ» وتدعو إلى اتخاذ إجراءات فعالة لمنع تدهور اضطراب المناخ والسعي لتحقيق العدالة الاجتماعية البيئية. أما الكتب الهندوسية فتشير بقوة أيضاً وفي كثير من الأحيان إلى العلاقة بين البشر والطبيعة، وهذه النصوص تشكل الأساس للإعلان الهندوسي بشأن تغير المناخ، والذي قُدم في اجتماع برلمان الأديان العالمية لعام 2009. حضر العديد من الزعماء الدينيين والعالميين مثل الدالاي لاما مؤتمر تغير المناخ لعام 2015، وقد تشاركوا وجهة النظر التي تقول: «إن إنقاذ الكوكب ليس مجرد واجب سياسي، ولكنه أيضاً واجب أخلاقي». وصرح الكارمابا أوجين ترينلي دورجي «حالة الطوارئ البيئية التي نواجهها ليست مجرد قضية علمية ولا مجرد قضية سياسية إنها أيضاً قضية أخلاقية».
هذه النهج الدينية تجاه البيئة لها أيضاً تعبير متنامٍ بين الأديان، على سبيل المثال في مركز الأديان للتنمية المستدامة «آي سي إس دي» حيث يتحدث زعماء العالم الديني عن تغير المناخ واستدامته. وفي اجتماعهم في خريف عام 2015 أصدر برلمان الأديان العالمية إعلاناً للعمل بين الأديان حول تغير المناخ، و«جمع أكثر من عشرة آلاف ناشط وأستاذ ورجل دين وقادة عالميين من 73 دولة و50 ديانة لمواجهة تغير المناخ».